# Аксарай (вилает)
Вижте пояснителната страница за други значения на Аксарай.
Аксарай (на турски: Aksaray) е вилает в Централна Турция. Административен център на вилаета е едноименния град Аксарай.
Вилает Аксарай е с население от 425 612 жители (оценка от 2006 г.) и обща площ от 7626 кв. км. Разделен е на 7 общини.

## Население
Численост на населението според преброяванията през годините:
| Година | Численост |
| 1990   | 330 569   |
| 2000   | 396 084   |
| 2011   | 379 163   |